# 邓一飞烈士祖屋
邓一飞烈士祖屋，位于中国广东省江门市赤坎镇，为抗日英烈邓一飞曾经居住过的祖屋。邓一飞生于开平县赤坎区护龙乡东盛村，1942年12月，在对日战斗中不幸牺牲，年仅23岁。1983年7月,邓一飞被中国民政部追认为革命烈士。为纪念邓一飞的功勋，1983年3月23日，邓一飞烈士祖屋被列入开平县县级文物保护单位。